# Guy Degrenne
Guy Degrenne est un industriel français, né le 3 août 1925 à Tinchebray (Orne) et mort le 7 novembre 2006  à son domicile de Granville (Manche). Il est le fondateur du groupe industriel Guy Degrenne, fabricant renommé de couverts, seaux à champagne, plats, et autres articles culinaires en acier inoxydable.

## Biographie
Après des études au collège Sainte-Marie de Flers (Orne), au lycée Saint-Joseph à Caen, puis à l'ESSEC, Guy Degrenne reprend la forge de son père en 1948.
La forge Degrenne est située à Sourdeval (Manche), terroir historiquement attaché au travail du métal et à la coutellerie. C'est ici, en effet, que les « Terre-neuvas » achetaient leur couteau à poisson avant de partir pêcher dans l'Atlantique-Nord. Il est par son père un descendant des « Grillous », comme on les appelait, formaient une confrérie qui sillonnait la campagne pour fabriquer et vendre des couverts en étain. 
Guy Degrenne récupère et travaille les aciers abandonnés par la guerre et rencontre le succès en lançant des couverts en acier inoxydable, dont on dit que le métal provient du blindage des chars détruits de la bataille de Normandie. 
En 1958, Guy Degrenne développe une activité de platerie, puis se lance, en 1963, dans les couverts haut de gamme. Son ambition est de démocratiser l'argenterie en fabriquant en acier inoxydable massif les modèles classiques de couverts de tables des grands orfèvres parisiens.
En 1967, il transfère une partie de ses activités dans une nouvelle usine à Vire (Calvados), toujours dans la « Vallée des alliages », et emploie 600 salariés dans une usine de 35 000 m². 
En 1978, il assoit définitivement sa notoriété auprès du grand public français par une publicité à la télévision, mettant en scène le proviseur du lycée Malherbe en 1935, prédisant à un jeune Degrenne, en collégien cancre surpris en train de dessiner des fourchettes et des couteaux dans les marges de ses cahiers : « Ce n'est pas comme cela que vous réussirez dans la vie ». Une mise en scène très réussie, quoique peu conforme à la réalité puisqu'il est diplômé d'une école supérieure de commerce.
En 1987, Guy Degrenne cède son entreprise à la holding Table de France, qui ouvre la marque à tous les arts de la table. Le spot publicitaire Guy Degrenne qui a fait sa renommée disparaît alors des écrans. 

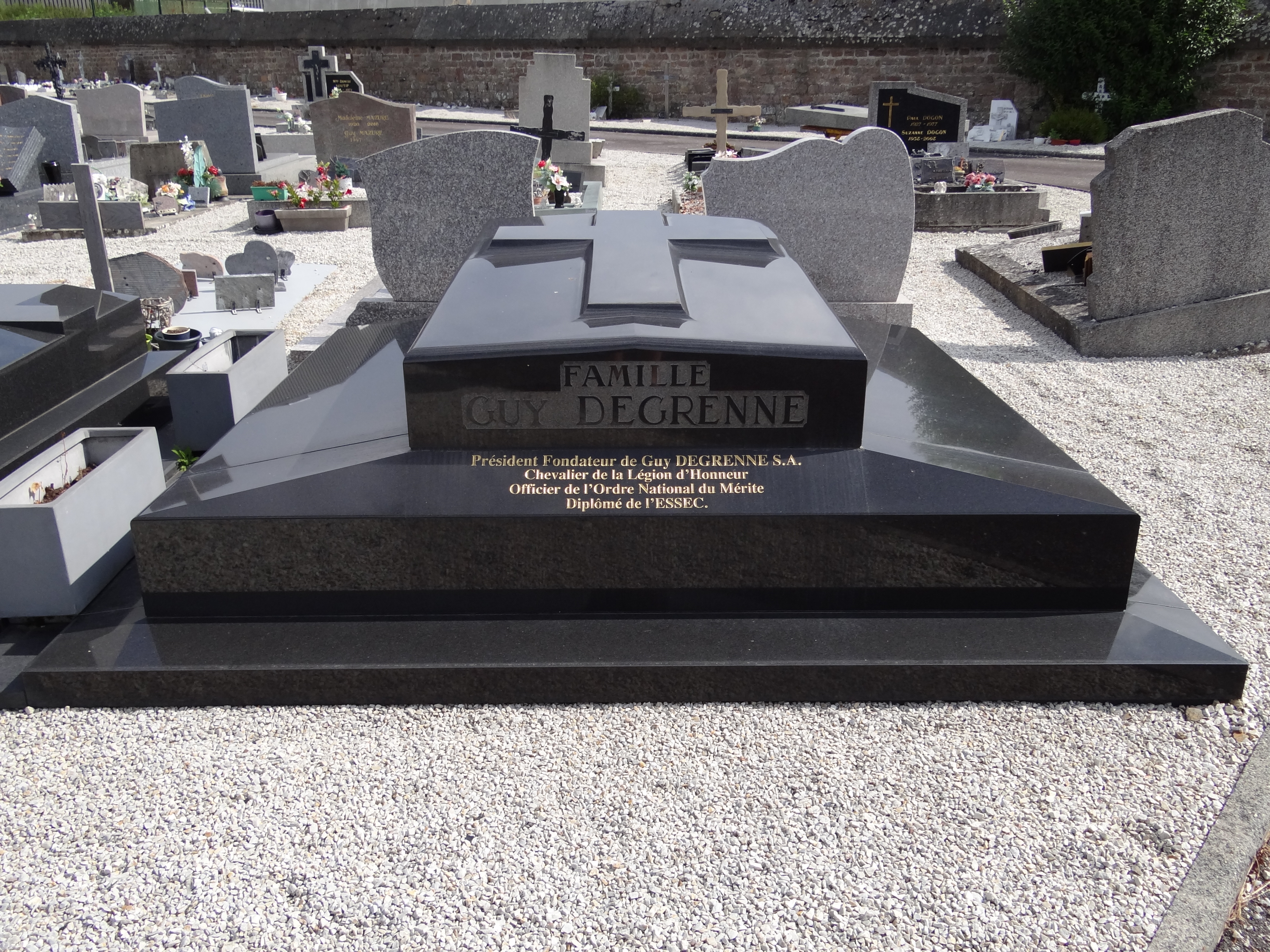
La tombe de Guy Degrenne au cimetière de Neuville à Vire (Calvados).

À l'occasion de son décès en novembre 2006, Le Monde écrit que « sans conteste, Guy Degrenne a réussi à créer une marque qui fait désormais partie du patrimoine français ». Il repose à Vire , au cimetière de Neuville.
La fondation M. et Mme Guy Degrenne, créée sous l'égide de la Fondation de France, soutient des familles et des jeunes en détresse, en leur versant des allocations ou des bourses, ou par l'intermédiaire de projets associatifs. Elle agit plus particulièrement en Normandie. Mme Degrenne est décédée le 3 juin 2014 à 85 ans.